# Basket Spezia Club 2005-2006
Questa voce raccoglie le informazioni riguardanti il Basket Spezia Club nelle competizioni ufficiali della stagione 2005-2006.

## Stagione
La stagione 2005-2006 del Basket Spezia Club, sponsorizzato TermoCarispe è l'ottava che disputa in Serie A1.
Il 16 settembre 2005 viene presentata la squadra al PalaSprint.
L'allenatore Mirco Diamanti rimane fino alla decima giornata, e dopo la sconfitta con la Comense, viene sostituito il 30 novembre 2005 dall'assistant coach Massimiliano De Santis.

## Verdetti stagionali
Competizioni nazionali
- Serie A1:

stagione regolare: 8º posto su 16 squadre (18-12);
play-off: eliminata ai quarti di finale da Schio (0-2).

## Rosa
|    | Naz.                   | Ruolo | Sportivo               | Anno | Alt. |  |  |
| -- | ---------------------- | ----- | ---------------------- | ---- | ---- |  |  |
|    | Italia (bandiera)      |       | Claudia Pellegrino     | 1989 |      |  |  |
|    | Italia (bandiera)      |       | Rossella Poggi         | 1989 |      |  |  |
| 4  | Italia (bandiera)      | AC    | Marianna Balleggi      | 1974 | 190  |  |  |
| 5  | Italia (bandiera)      | P     | Licia Corradini        | 1985 | 172  |  |  |
| 6  | Italia (bandiera)      | P     | Francesca Martiradonna | 1973 | 170  |  |  |
| 7  | Rep. Ceca (bandiera)   | AC    | Ivana Voračková        | 1979 | 183  |  |  |
|    | Italia (bandiera)      |       | Lidia Marchiandani     |      |      |  |  |
| 8  | Italia (bandiera)      | C     | Eva Giauro             | 1986 | 204  |  |  |
| 9  | Italia (bandiera)      | G     | Monica Pellizzari      | 1973 | 175  |  |  |
| 10 | Stati Uniti (bandiera) | C     | Christi Thomas         | 1982 | 195  |  |  |
| 11 | Stati Uniti (bandiera) | G     | Kedra Holland-Corn     | 1974 | 173  |  |  |
| 12 | Italia (bandiera)      | A     | Benedetta Consorti     | 1986 | 186  |  |  |
| 15 | Italia (bandiera)      | A     | Roberta Sarti          | 1979 | 188  |  |  |

## Statistiche

### Statistiche di squadra
| Competizione | Punti | In casa | In casa | In casa | In casa | In casa | In trasferta | In trasferta | In trasferta | In trasferta | In trasferta | Totale | Totale | Totale | Totale | Totale | Totale |
| Competizione | Punti | G       | V       | P       | Ptf     | Pts     | G            | V            | P            | Ptf          | Pts          | G      | V      | P      | Ptf    | Pts    | Diff.  |
| ------------ | ----- | ------- | ------- | ------- | ------- | ------- | ------------ | ------------ | ------------ | ------------ | ------------ | ------ | ------ | ------ | ------ | ------ | ------ |
| Serie A1     | 36    | 15      | 9       | 6       | 1005    | 928     | 15           | 9            | 6            | 1129         | 1061         | 30     | 18     | 12     | 2134   | 1989   | +145   |
| Play-off     |       | 1       | 0       | 1       | 52      | 59      | 1            | 0            | 1            | 59           | 77           | 2      | 0      | 2      | 111    | 136    | -25    |
| Totale       | 36    | 16      | 9       | 7       | 1057    | 987     | 16           | 9            | 7            | 1188         | 1138         | 32     | 18     | 14     | 2245   | 2125   | +120   |